# Parma Volley Girls 2011-2012
Questa voce raccoglie le informazioni riguardanti il Parma Volley Girls nelle competizioni ufficiali della stagione 2011-2012.

## Stagione
La stagione 2011-12 è per il Parma Volley Girls, sponsorizzata dalla Cariparma SiGrade, è la prima annata in Serie A1, conquistata nella stagione precedente con la vittoria del campionato di Serie A2; in panchina viene chiamato Donato Radogna, mentre la rosa viene completamente modificata: tra gli acquisti principali quelli di Maret Grothues, Ksenija Kovalenko, Kenny Moreno, ceduta poi a metà stagione, Ludovica Dalia, Lucia Bacchi e Barbara Campanari.
Il campionato si apre con due sconfitte consecutive, mentre la prima vittoria arriva alla terza giornata contro la Pallavolo Villanterio: a questa segue un altro successo ai danni del Robursport Volley Pesaro. Dopo tre stop di fila, altre due vittorie portano la squadra a chiudere il girone d'andata al nono posto, risultato comunque non utile per qualificarsi alla Coppa Italia. Il girone di ritorno è più avaro di vittorie, con due successi nuovamente contro la Pallavolo Villanterio e il River Volley: la regular season è conclusa al nono posto, non qualificando la società ai play-off scudetto.

## Organigramma societario
Area direttiva
- Presidente: Paolo Borelli

Area tecnica
- Allenatore: Donato Radogna
- Allenatore in seconda: Piero Acquaviva
- Scout man: Nicola Moliterni
- Assistente tecnico:

Area sanitaria
- Medico: Cosimo Costantino
- Preparatore atletico: Giuseppe Azzarà
- Fisioterapista: Luana Camisa, Serena Fantoni

## Rosa
| N° | Nome              | Ruolo | Data di nascita   | Nazionalità sportiva |
| -- | ----------------- | ----- | ----------------- | -------------------- |
| 1  | Lucia Bacchi      | S     | 4 gennaio 1981    | Italia               |
| 2  | Ksenija Kovalenko | C     | 21 novembre 1986  | Azerbaigian          |
| 5  | Ludovica Dalia    | P     | 25 settembre 1984 | Italia               |
| 6  | Maret Grothues    | S     | 16 settembre 1988 | Paesi Bassi          |
| 7  | Andrea Conti      | S/O   | 3 ottobre 1982    | Italia               |
| 8  | Giulia Gibertini  | L     | 30 settembre 1989 | Italia               |
| 10 | Barbara Campanari | C     | 4 febbraio 1980   | Italia               |
| 11 | Manuela Roani     | S     | 13 febbraio 1983  | Italia               |
| 12 | Kenny Moreno      | S/O   | 6 gennaio 1979    | Colombia             |
| 13 | Celeste Poma      | L     | 10 novembre 1991  | Italia               |
| 15 | Gorana Maričić    | S/O   | 8 agosto 1984     | Serbia               |
| 17 | Roberta Brusegan  | C     | 14 gennaio 1986   | Italia               |
| 18 | Marta Galeotti    | P     | 27 settembre 1984 | Italia               |

## Mercato
| Acquisti | Acquisti          | Acquisti            | Acquisti   |
| R.       | Nome              | da                  | Modalità   |
| -------- | ----------------- | ------------------- | ---------- |
| S        | Lucia Bacchi      | Universal Modena    | definitivo |
| C        | Barbara Campanari | Busto Arsizio       | definitivo |
| P        | Ludovica Dalia    | Robur Tiboni Urbino | definitivo |
| P        | Marta Galeotti    | Castellana Grotte   | definitivo |
| S        | Maret Grothues    | TVC Amstelveen      | definitivo |
| C        | Ksenija Kovalenko | Lokomotiv Baku      | definitivo |
| S/O      | Gorana Maričić    | Villanterio         | definitivo |
| S/O      | Kenny Moreno      | Hyundai Hillstate   | definitivo |
| L        | Celeste Poma      | Villanterio         | definitivo |
| S        | Manuela Roani     | Robur Tiboni Urbino | definitivo |

| Cessioni | Cessioni                | Cessioni          | Cessioni   |
| R.       | Nome                    | a                 | Modalità   |
| -------- | ----------------------- | ----------------- | ---------- |
| S        | Elisa Cella             | River             | definitivo |
| P        | Eleonora Conti          | Orizzonte         | definitivo |
| S        | Anna Grizzo             | Loreto            | definitivo |
| L        | Elisa Martini           | Terre Verdiane    | definitivo |
| C        | Mila Montani            | Viserba           | definitivo |
| C        | Lulama Musti De Gennaro | Robursport Pesaro | definitivo |
| S/O      | Kenny Moreno            | İqtisadçı         | definitivo |
| C        | Maria Pia Romanò        | ?                 | definitivo |
| P        | Giulia Pincerato        | Villa Cortese     | definitivo |
| S        | Jana Šenková            | -                 | ritirata   |
| S        | Nataša Ševarika         | Haro              | definitivo |

## Risultati

### Serie A1

#### Girone di andata
| 1ª giornata - 9 ottobre 2011 PalaRaschi, Parma            | Parma            | 1 - 3 | Robur Tiboni Urbino | 25-19, 19-25, 19-25, 19-25        |
| 2ª giornata - 16 ottobre 2011 PalaYamamay, Busto Arsizio  | Busto Arsizio    | 3 - 0 | Parma               | 25-21, 25-21, 25-21               |
| 3ª giornata - 23 ottobre 2011 PalaRaschi, Parma           | Parma            | 3 - 1 | Pavia               | 25-10, 15-25, 25-13, 25-16        |
| 4ª giornata - 30 ottobre 2011 PalaRaschi, Parma           | Parma            | 3 - 1 | Robursport Pesaro   | 25-22, 21-25, 25-15, 27-25        |
| 5ª giornata - 22 novembre 2011 PalaBorsani, Villa Cortese | Villa Cortese    | 3 - 0 | Parma               | 25-21, 25-20, 28-26               |
| 6ª giornata - 26 novembre 2011 PalaFranzanti, Piacenza    | River            | 3 - 2 | Parma               | 23-25, 26-24, 17-25, 25-14, 15-11 |
| 7ª giornata - 4 dicembre 2011 PalaRaschi, Parma           | Parma            | 0 - 3 | Bergamo             | 23-25, 23-25, 22-25               |
| 8ª giornata - 11 dicembre 2011 PalaPanini, Modena         | Universal Modena | 1 - 3 | Parma               | 24-26, 23-25, 25-20, 29-31        |
| 9ª giornata - 18 dicembre 2011 PalaRaschi, Parma          | Parma            | 3 - 2 | Chieri              | 25-20, 22-25, 25-23, 22-25, 16-14 |
| 10ª giornata - 26 dicembre 2011 Sporting Palace, Novara   | Asystel          | 3 - 0 | Parma               | 25-19, 25-22, 25-23               |

#### Girone di ritorno
| 12ª giornata - 6 gennaio 2012 PalaMondolce, Urbino      | Robur Tiboni Urbino | 3 - 1 | Parma            | 25-19, 27-25, 19-25, 26-24        |
| 13ª giornata - 8 gennaio 2012 PalaRaschi, Parma         | Parma               | 1 - 3 | Busto Arsizio    | 21-25, 17-25, 25-21, 21-25        |
| 14ª giornata - 14 gennaio 2012 PalaRavizza, Pavia       | Pavia               | 1 - 3 | Parma            | 19-25, 25-23, 15-25, 18-25        |
| 15ª giornata - 21 gennaio 2012 PalaCampanara, Pesaro    | Robursport Pesaro   | 3 - 2 | Parma            | 22-25, 30-28, 16-25, 25-16, 16-14 |
| 16ª giornata - 5 febbraio 2012 PalaRaschi, Parma        | Parma               | 0 - 3 | Villa Cortese    | 14-25, 24-26, 15-25               |
| 17ª giornata - 11 febbraio 2012 PalaRaschi, Parma       | Parma               | 3 - 1 | River            | 16-25, 25-23, 25-21, 25-23        |
| 18ª giornata - 19 febbraio 2012 PalaGeorge, Montichiari | Bergamo             | 3 - 2 | Parma            | 25-22, 21-25, 23-25, 25-23, 15-11 |
| 19ª giornata - 26 febbraio 2012 PalaRaschi, Parma       | Parma               | 0 - 3 | Universal Modena | 23-25, 12-25, 15-25               |
| 20ª giornata - 4 marzo 2012 PalaRuffini, Torino         | Chieri              | 3 - 1 | Parma            | 25-22, 20-25, 27-25, 25-14        |
| 21ª giornata - 7 marzo 2012 PalaRaschi, Parma           | Parma               | 0 - 3 | Asystel          | 22-25, 9-25, 23-25                |

## Statistiche

### Statistiche di squadra
| Competizione | Punti | In casa | In casa | In casa | In trasferta | In trasferta | In trasferta | Totale | Totale | Totale |
| Competizione | Punti | G       | V       | P       | G            | V            | P            | G      | V      | P      |
| ------------ | ----- | ------- | ------- | ------- | ------------ | ------------ | ------------ | ------ | ------ | ------ |
| Serie A1     | 20    | 10      | 4       | 6       | 10           | 2            | 8            | 20     | 6      | 14     |
| Totale       | -     | 10      | 4       | 6       | 10           | 2            | 8            | 20     | 6      | 14     |

G = partite giocate; V = partite vinte; P = partite perse

### Statistiche dei giocatori
| Giocatore    | Serie A1 | Serie A1 | Serie A1 | Serie A1 | Serie A1 | Totale | Totale | Totale | Totale | Totale |
| Giocatore    | P        | PT       | AV       | MV       | BV       | P      | PT     | AV     | MV     | BV     |
| ------------ | -------- | -------- | -------- | -------- | -------- | ------ | ------ | ------ | ------ | ------ |
| L. Bacchi    | 20       | 231      | 192      | 34       | 5        | 20     | 231    | 192    | 34     | 5      |
| R. Brusegan  | 11       | 35       | 23       | 11       | 1        | 11     | 35     | 23     | 11     | 1      |
| B. Campanari | 19       | 167      | 122      | 38       | 7        | 19     | 167    | 122    | 38     | 7      |
| A. Conti     | 12       | 124      | 112      | 10       | 2        | 12     | 124    | 112    | 10     | 2      |
| L. Dalia     | 20       | 40       | 15       | 20       | 5        | 20     | 40     | 15     | 20     | 5      |
| M. Galeotti  | 8        | 2        | 0        | 1        | 1        | 8      | 2      | 0      | 1      | 1      |
| G. Gibertini | 8        | -        | -        | -        | -        | 8      | -      | -      | -      | -      |
| M. Grothues  | 19       | 270      | 260      | 9        | 1        | 19     | 270    | 260    | 9      | 1      |
| K. Kovalenko | 18       | 115      | 81       | 31       | 3        | 18     | 115    | 81     | 31     | 3      |
| G. Maričić   | 2        | 8        | 6        | 1        | 1        | 2      | 8      | 6      | 1      | 1      |
| K. Moreno    | 14       | 222      | 194      | 23       | 5        | 14     | 222    | 194    | 23     | 5      |
| C. Poma      | 17       | -        | -        | -        | -        | 17     | -      | -      | -      | -      |
| M. Roani     | 12       | 15       | 15       | 0        | 0        | 12     | 15     | 15     | 0      | 0      |

P = presenze; PT = punti totali; AV = attacchi vincenti; MV = muri vincenti; BV = battute vincenti